# Armin Baumgarten
Armin Baumgarten (* 25. September 1967 in Wolfsburg) ist ein deutscher Maler und Bildhauer.

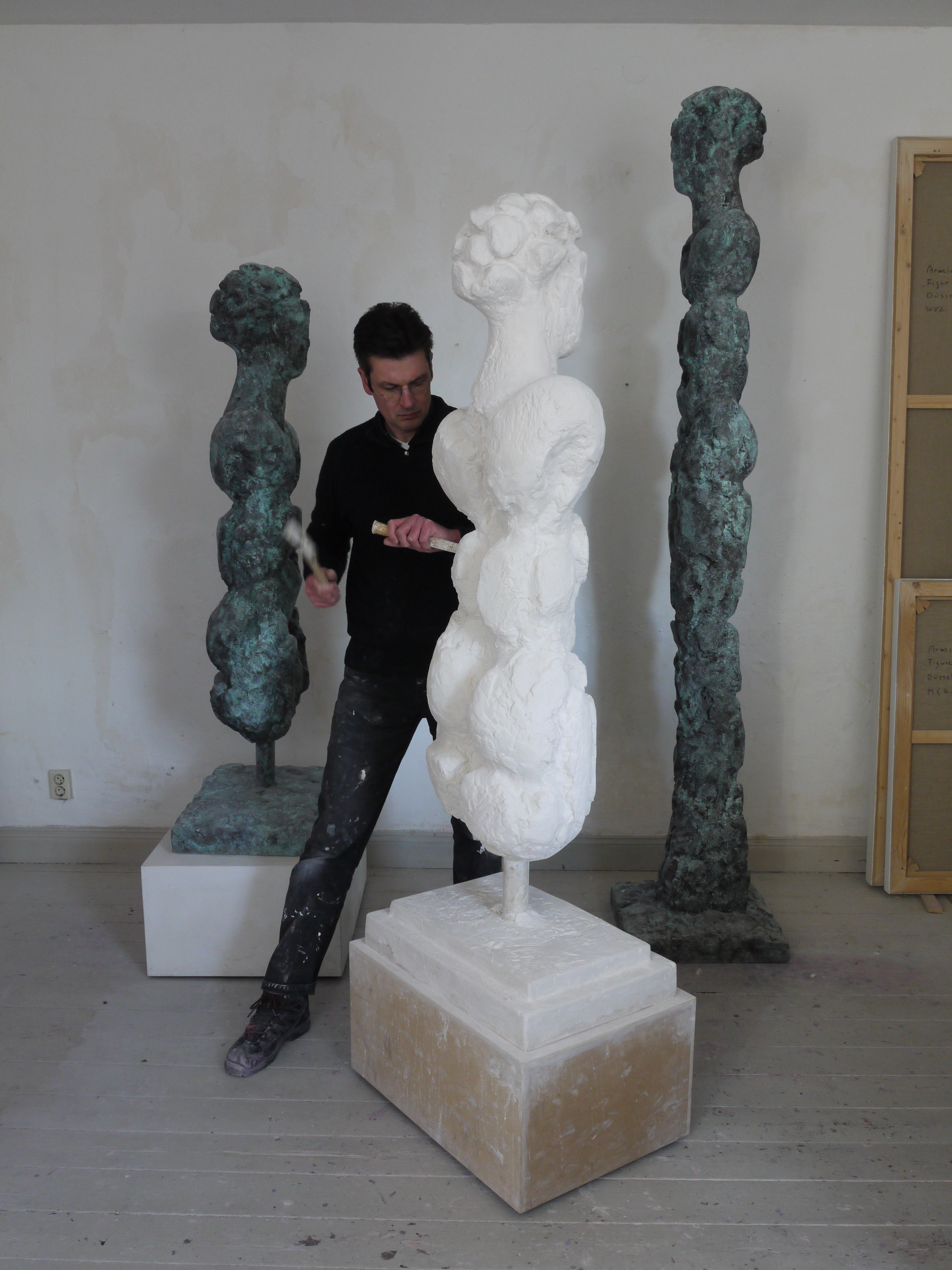
Armin Baumgarten in seinem Atelier, 2015

## Leben und Werk
Armin Baumgarten verbrachte seine Kindheit in Niedersachsen und beschäftigte sich schon früh mit Zeichnung und Malerei. Durch seinen Kunstlehrer Wilfried Wöhler lernte er auch die Technik der Radierung. Nach dem Abitur am Humboldt-Gymnasium in Gifhorn und Zivildienst in Braunschweig begann er dort 1989 an der Hochschule für Bildende Künste Braunschweig das Studium der Malerei. Seine Lehrer waren Hinnerk Schrader, Karl Möllers, Arwed D. Gorella und Hermann Albert, dessen Meisterschüler er 1996 wurde.
1993 fand er zum Thema Kopf: „Der Kopf als Kopf an sich, als zeitlose Metapher für den Menschen und als Metapher für die Malerei.“
1995 war er Gründungsmitglied der Malergruppe Konvention und Mitverfasser mehrerer Manifeste, die die Vorstellung einer neuen Figuration jenseits der Postmoderne umzirkelten. „Befreit davon, neue Kunstrevolutionen vornehmen zu müssen, so heißt es in einem ihrer Manifeste, gelte es nun eine zeitlose Ordnung zu malen.“
1998 zog Armin Baumgarten nach Düsseldorf. Von dort aus unternahm er viele Reisen ins benachbarte Frankreich. Neben dem Studium der Architektur und Plastik romanischer Kirchen fand er dort auch zum Thema der Landschaft: „Prägend waren für Baumgarten in diesem Prozess die Bilder von Georges Braque, der in Varengeville-sur-Mer, wo Baumgarten gezeichnet hatte, lebte und arbeitete.“
Ab 2003 entstanden zahlreiche Skulpturen, zunächst in Gips, die dann im Wachsausschmelzverfahren durch die Werkstatt Rolf Kayser (Kunstgießer) in Düsseldorf als Bronzeguss realisiert wurden. 2007 gestaltete Armin Baumgarten ein Kreuzbild für die Tersteegenkirche in Düsseldorf. Seit 2012 entstanden Bronzeskulpturen im öffentlichen Raum, so beispielsweise eine überlebensgroße Figur im Münchner Stadtbild (Nymphenburger Straße 22).

## Ausstellungen (Auswahl)
- 2019 Düsseldorf, ZWISCHEN WELTEN, mit Adolf Bierbrauer, Leyer-Pritzkow Ausstellungen
- 2017 Darmstadt, Kopf, Figur und Landschaft, Galerie Netuschil
- 2016 Wilhelmshaven, Malerei und Skulpturen, Stiftung Burg Kniphausen
- 2015 Düsseldorf, Die Wirklichkeit der Abstraktion, Martin Leyer-Pritzkow Ausstellungen
- 2013 Leipzig, Malerei, Skulpturen, Architekturmodelle, salve art gallery
- 2012 Wiesbaden, Bilder und Skulpturen, Galerie Winter
- 2012 Dresden, Bilder und Skulpturen, galerie nütt
- 2012 München, Bilder und Skulpturen, mbf-kunstprojekte
- 2010 Schweinfurt, Malerei und Skulptur, Sparkassengalerie
- 2009 München, Malerei und Skulptur, mbf-kunstprojekte
- 2008 Düsseldorf, Malerei und Skulptur, Martin Leyer-Pritzkow Ausstellungen
- 2008 Düsseldorf, Menschen Bilder, Tersteegenkirche
- 2007 Eltville, Bilder und Skulpturen, Georg Müller-Stiftung
- 2004 Wiesbaden, Neue Werke, Galerie Winter
- 2003 Basel, Armin Baumgarten, Neil Tait, Jim Delarge, Galerie Kämpf, Schweiz
- 2003 Eltville, Galerie Winter in der Georg-Müller-Stiftung
- 2002 Leverkusen, Villa Romana 2003, Museum Morsbroich
- 2002 Goslar, Junge Figurative, Mönchehaus Museum Goslar
- 2001 München, Junge Figurative, Carolinenpalais
- 2001 Düsseldorf, Neue Werke, Martin Leyer-Pritzkow Ausstellungen
- 2000 Rovigo, Due Dimensioni – Arte Giovane in Italia e Germania, Pescheria Nuova
- 1998 Miami, Young German Art, Martin Leyer-Pritzkow Ausstellungen, Decoplage, USA
- 1998 Venedig, Due Dimensioni – Arte Giovane in Italia e Germania, Accademia di belle arti di Venezia
- 1998 Düsseldorf, Armin Baumgarten, Martin Leyer-Pritzkow Ausstellungen
- 1996 Braunschweig, Konvention, Kunsthalle Braunschweig
- 1996 Gelsenkirchen, Karl-Schwesig-Preis, Kunstmuseum Gelsenkirchen
- 1989 Hornburg, Kreismuseum Hornburg (mit Peter Lindenberg)